# Portmarnock
Portmarnock (Port Mearnóg en irlandés) es un pueblo al norte de la ciudad de Dublín, en el Condado de Fingal (previamente Condado de Dublín del Norte), Irlanda. Descansa en la costa y, debido a su proximidad a la ciudad de Dublín, es un pueblo residente a 15 km al nornoreste del centro de la ciudad. El pueblo está situado entre Malahide, Sutton y Baldoyle a lo largo de la línea del ferrocarril conmutador al norte de Dublín. La estación de Portmarnock está también en la red del DART.
El nombre del pueblo deriva de la palabra irlandesa port –que significa puerto – y Saint Marnoch o Mernoc, también recordado en el nombre de Kilmarnock en Escocia. Se dice que este santo llegó a lo que es hoy Portmarnock en el siglo V d. C. El área había sido poblada cientos de años antes, en el Neolítico. Aún se conservan restos de actividad en el área de Portmarnock de aquellos tiempos, con herramientas de sílex, habiendo sido excavadas en la orilla norte de Portmarnock, mientras que los restos de un fuerte circular son visibles desde el aire al sur del pueblo. El hijo de la Reina Maedhbh de Cannaught - Maine - se dice que también fue enterrado en la localidad.
La playa de Portmarnock se está volviendo muy popular entre los surfistas. Como muchos de los pueblos costeros de Dublín, conserva una Torre Martello Napoleónica. Portmarnock es también famoso por su campo de golf de clase mundial, inaugurado formalmente el 26 de diciembre de 1984, mientras que otro campo, abierto en la década de 1990, fue diseñado por el golfista alemán Bernhard Langer. Ese campo de golf y el hotel están construidos alrededor de la antigua casa de la familia destilera Jameson. Anne Jameson se casó con Giuseppe Marconi y tuvo con él a Guglielmo Marconi, el inventor e ingeniero electrónico que realizó en 1902 la primera transmisión trasatlántica en Código morse sin cables desde Nueva Escocia, Canadá, a Inglaterra.
La playa de Portmarnock fue el punto de partida de dos expediciones aéreas. El 23 de junio de 1930, el aviador australiano Charles Kingsford Smith y su tripulación despegaron a bordo del Southern Cross en el primer vuelo trasatlántico (a Terranova, Canadá). El primer vuelo trasatlántico a Occidente en solitario también despegó de la playa de Portmarnock, el 18 de agosto de 1932: Jim Mollison, un piloto británico, tomó el avión monoplano De Havilland Puss Moth desde Portmarnock hasta Pennfield, Nuevo Brunswick, también en Canadá.
En la actualidad, Portmarnock tiene dos iglesias católicas; dos escuelas primarias, St. Marnock's y St. Helen's, así como una escuela de secundaria, Portmarnock Community School. También hay varios clubes deportivos activos, tales como el Club de Tennis Portmarnock, Portmarnock F.C. y Naomh Mearnóg GAA.
La Portmarnock Community School fue recientemente clasificada como la mejor escuela pública del país sobre la base de los resultados promedio del Leaving Certificate y provee las necesidades de 1400 pupilos que asisten a la escuela procedentes de Portmarnock y otros pueblos cercanos.
Según el censo de 2002, la población de Portmarnock era de 8.376 habitantes, aunque más recientemente se ha incrementado gracias a la construcción de nuevas viviendas en la zona.